# アーデルスハイム
アーデルスハイム (ドイツ語: Adelsheim, ドイツ語発音: [ˈaːdl̩sha‿im]) はドイツ連邦共和国バーデン＝ヴュルテンベルク州北部ハイルブロンの北約40kmに位置するネッカー＝オーデンヴァルト郡の小都市。州内で有名な保養地で、1200年以上の歴史を持つ。

## 地理
アーデルスハイムは、東から流れてきたキルナウ川が、北から流れてきたゼッカハ川に合流する河口に位置する。合流後の川は都市の防衛施設として利用された。ゼッカハ川はさらに流れ下り、メックミュールでヤクスト川に合流する。
アーデルスハイムの市域の大部分はバウラントの高地に属し、北西部はオーデンヴァルトに、南部はヤクスト川の渓谷に、東部はタウバー川の渓谷に至る。市域の一部はネッカータール＝オーデンヴァルト自然公園に属す。

### 地区
アーデルスハイムの中核地区は、ゼッカハ川とキルナウ川が形成した盆地に位置する。最初に街道沿いの村が作られ、それぞれの盆地に入植が興り、その後高台にも人が住むようになるという典型的な町の構造をしている。町の中心部、キルナウ川がゼッカハ川に注ぐ河口の直前に滝があり、これを動力とする業者があった。中核地区は、プロテスタント市教会および2つの城周辺部、市役所の下付近にあたるゼーシュタット、およびゴシック様式のヤーコプス教会のあるフォアシュタットといった小地区からなる。アーデルスハイムのメインストリートは、マルクト通りで、この他にアウ通り、リート通り、ラーヘン通りが主な通りであり、さらには連邦道B292号線がオーバーシェフレンツに向かって走っている。

#### ゼンフェルト
ゼンフェルトは、約3km南西のゼッカハ川の渓谷に位置し、人口は約1,200人である。この集落は1110年に初めて文献上に記録が遺されている。1615年に鉄腕の騎士ゲッツ・フォン・ベルリヒンゲンの子孫にあたるマルガレータ・フォン・カーボンがプロテスタントの教区教会を創設した。かつてベルリヒンゲン男爵の一族の所有であったゼンフェルト城は、1713年にバロック様式で建設された。ゼンフェルトとアーデルスハイムは1975年に合併した。

#### ライベンシュタット
アーデルスハイムの南に位置し、1971年からその市区となっているライベンシュタットは、人口350人ほどの、旧騎士領であった集落で、1293年に初めて記録されている。

#### ヴェンマースホーフ
アーデルスハイムの東3kmに位置する小集落ヴェンマースホーフは、1423年からその存在が証明されている。中世には、かつての地元領主の下、農夫が畑を耕して暮らしていた。現在のヴェンマースホーフは、農業主体の入植地で、約50人ほどが暮らしている。この集落には市立の屋外プールが設けられている。

#### ヘルゲンシュタット
ヘルゲンシュタットは南東部に位置する。この小集落は、1500年頃に創設され、現在は約50人が暮らしている。

## 歴史
この町は、779年にはすでに、Adaloltesheim という名前で、フルダ修道院の贈与証明書に最初の記録が遺されている。何度も領主が替わった後、13世紀中頃にデュルン家の支配地域となった。この頃に、地元貴族のアーデルスハイム家が登場し、その要塞について1338年に記録されている。この町は防壁で囲まれていたが、それには都市権が必要である。1374年にアーデルスハイムは、皇帝カール4世によって都市に昇格された。1400年頃にアーデルスハイムのフォアオルトをオーデンヴァルト騎士区が獲得した。アーデルスハイム家はキルナウ川とゼッカハ川の間に水城を築いた。
この地域は、周辺の有力な聖界諸侯にも世俗諸侯にも属しておらず、1803年の帝国代表者会議主要決議までは帝国騎士領となっていた。最終的にはバーデン大公領となり、1828年にバウラント南部を管轄するベツィルクスアムト（地方行政局）の所在地となった。この役所は、34の自治体や集落、併せて約14,000人を管轄した。1936年にこのベツィルクは解消され、ベツィルクスアムト・ブーヒェンに編入され、1938年にはブーヒェン郡が発足した。
民俗祭の先駆けとなったのが1948年の郷土会議であった。1949年の第2回アーデルスハイム民俗祭のきっかけとなったのは、1945年に破壊されたキルナウ橋の落成記念式典であった。1948年11月11日、アーデルスハイム郡立農業学校が、レオポルト・ヴィスヴェッサー博士を校長に開校した。その後、アーデルスハイムの歴史についてもこの学校で教育することが決まった。1958年にはエッケンベルクに国民学校が設立された。数年後には、同じ場所に寄宿舎付きのギムナジウムが開校した。ブーヒェン郡の廃止後、1973年にアーデルスハイムは新しく創設されたネッカー＝オーデンヴァルト郡への帰属が決まった。

### 宗教
アーデルスハイムには中世の時代からユダヤ人が暮らしていた。1338年に皇帝ルートヴィヒ4世は、ポッポ・フォン・アーデルスハイムおよびベリンガー・アーデルスハイムの兄弟に、彼らの所領に住むユダヤ人4家族を「保持する」よう命じた。1690年にもアーデルスハイムには4家族のユダヤ人が住んでいた。17世紀にはユダヤ教の組織が設立されていたことがわかっている。ユダヤ人の人口が最も多かったのは1885年頃で70人が住んでいた。1690年の規則によれば、ユダヤ教組織は年4グルデンを男爵に支払い、神への奉仕である安息日学校を持つことを許されていた。旧礼拝堂は、伝承によれば、1418年にトーア通り（門前通り）に建てられたメルヒオール・ケラーの3階に設けられた。この建物は1952年に取り壊された。その後、やはり現存していないオーバーシュロスの中庭にあった建物に礼拝堂が設けられた。19世紀中頃から1889年までツームガッセ（塔通り）27番にシナゴーグが造られた。ミクワー（儀式用の水槽）やヘデル（ユダヤ教の学校）はこのシナゴーグ（旧シナゴーグ）に設けられた。1889年からは、新しいシナゴーグ（ウンテーレ・アウシュトラーセ1番）に移された。1977年に新シナゴーグが解体され、ミクワーが再発見された。埋葬は、ブーヒェン＝ベディヒハイムでなされたが、1884年以後は現在のゼンフェルトにあるユダヤ人墓地で行われるようになった。
国家社会主義時代のヴァグナー＝ビュルケル・アクションに基づき、1933年にここに定住していた35人のユダヤ人のうち少なくとも10人が命を落とした。
宗教改革以後、キリスト教徒の多くはプロテスタント信者であった。2000年までアーデルスハイムは、バーデン地方教会の教区監督管区の本部所在地であった。教区監督管区の再編の時代に監督官本部はヒルシュランデン（ローゼンベルクの地区）に移された。
カトリックは、1930年まで少数派であった。1945年以後、放逐民の流入によりキリスト教両派の数がほぼ等しくなった。取り壊された聖ヤーコプス教会のすぐ近くに近代的なカトリック教会、聖マリエン教会が建設された。両教派ともに幼稚園を運営している。

## 行政

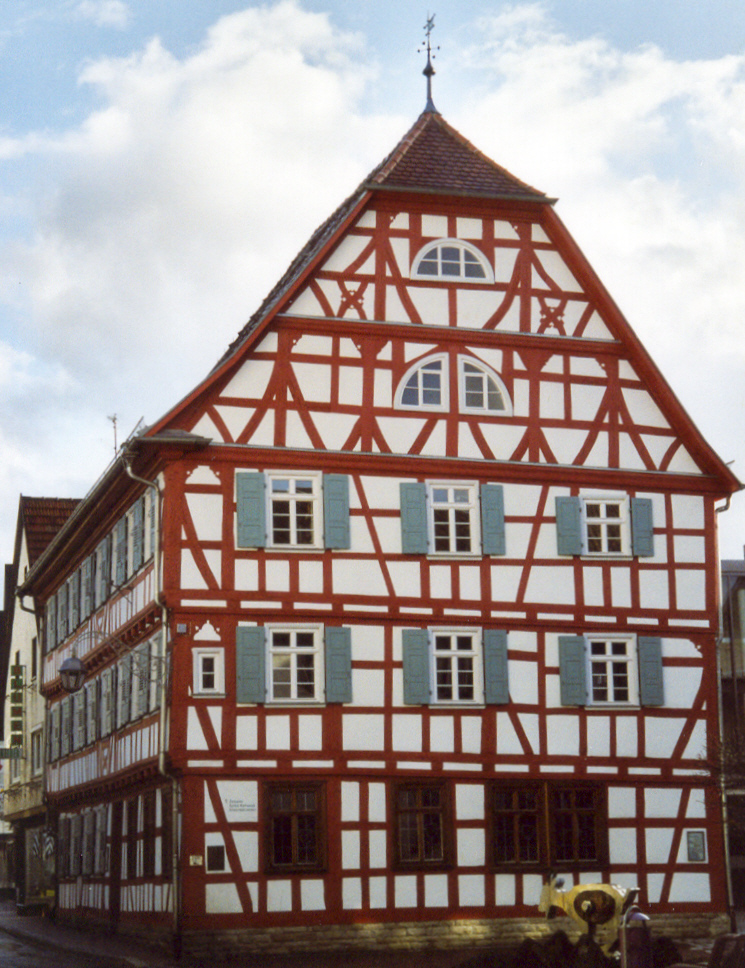
アーデルスハイムの市役所

### 市長
第二次世界大戦後の市長を列記する。
- 1945年 - 1948年: カール・フス
- 1948年 - 1973年: フリードリヒ・ゲルナー
- 1973年 - 1983年: ギュンター・バウアー
- 1983年 - 1999年: ペーター・ヒュット
- 1999年 - 2003年: ヴァルター・ムート
- 2003年 - 2019年: クラウス・グラムリヒ
- 2019年9月1日 - : ヴォルフラム・ベルンハルト[3]

### 市議会
アーデルスハイムの市議会は16議席からなる。

### 紋章
図柄: 銀地に、垂直に描かれた黒いシュタインボック(Steinbock)の角。下から左上に延びている。
この村の貴族の紋章で、現在の市章であるこの図柄は、1422年に皇帝ジギスムントにより与えられたものである。アーデルスハイムの市の色は黒 - 白である。市の旗は、オーバーシュロスの出窓張り出し部の中央付近、紋章の近くに見ることができる。

## 文化と見所

### 建築

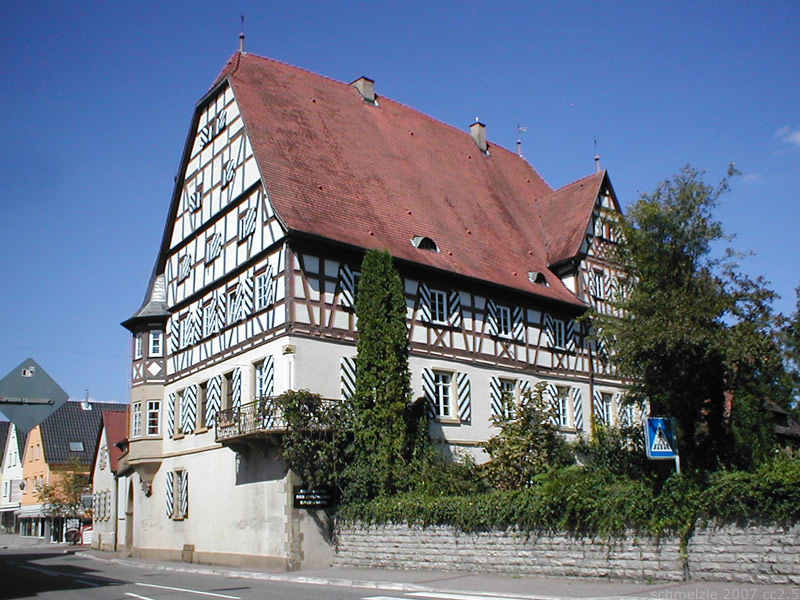
オーバーシュロス

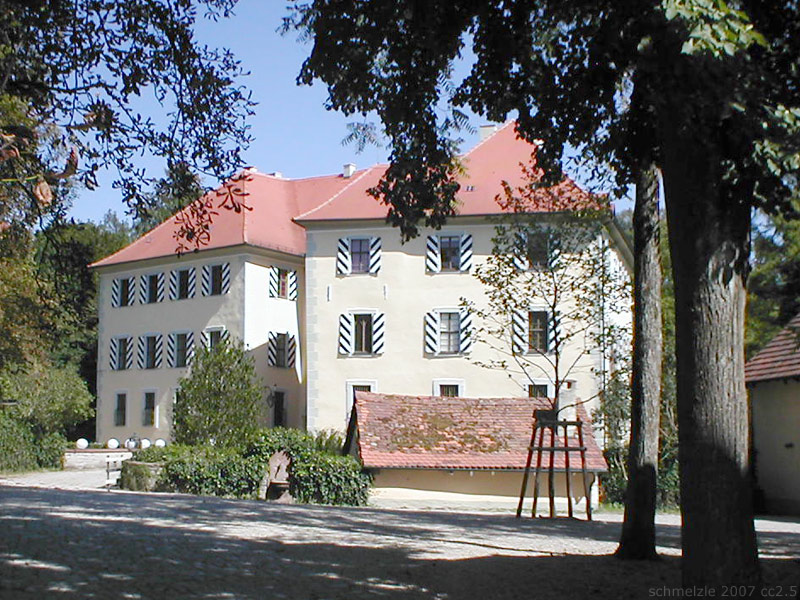
ウンターシュロス

アーデルスハイムの中心部には多くの歴史的建造物が遺されている。
- ゴシック様式のヤーコプス教会は、マインツ大司教の廷吏マルティン・フォン・アーデルスハイムがロマネスク様式の先代の建物跡に1489年に建設した。この教会は1556年から1776年までプロテスタントの教区教会であり、その外側にはヤコブの巡礼と、アーデルスハイム家の廟所がある。新しいプロテスタント教会が建設された後、ヤーコプス教会は一時的にカトリック教会として用いられた。現在この建物は墓地礼拝堂として利用されている。内壁、外壁沿いには60以上の歴史的な墓碑があり、教会の北の丘には1635年のペストで亡くなった人の墓地があり、300人以上が葬られている。
- オーバーシュロス（上の城館）は、14世紀に建設された水城に次ぐアーデルスハイム家の第二の城として1504年に建設された。
- ウンターシュロス（下の城館）は、1733年に火災で破壊された水城の替わりに、フリードリヒ・レオポルト・フォン・アーデルスハイム（1691年 - 1763年）の下で、建築家ヨハン・ヤーコプ・リッシャーによって建設された。城址公園には、この他にアーデルスハイム家の歴史的会計局がある。また、十分の一税倉庫は、現在バウラント郷土博物館として用いられている。
- 市庁舎は、上階ほど張り出したフランケン風の木組み建築様式で建てられた建物で、1619年に元々は旅館として建設され、1839年から市役所として用いられている。隣接して学校が建設されるまでは、校舎としても用いられた。市庁舎は1999年から2001年に全面的に改装され、かつて学校として用いられていた場所も市役所に統合された。
- プロテスタントの市教会は1766年から67年に、ゴシック様式の礼拝堂跡にエーリンゲンの建築家ゲオルク・ペーター・シリンガーによって後期バロック様式で建設された。
- 夜になるとライトアップされるキルナウの滝がある市立庭園は、1733年から1736年に市壁沿いのキルナウ川の河床をイギリス式庭園に拡張した城内庭園に由来する。オーバーシュロス横の"Pfeifenmännchen"（「レフリー」）とよばれる凝灰岩はオランダの造園家が持ち込んだものである。
- 市塔は、市立庭園の拡張に伴い、近年再建された市の見張り塔である。この塔は、歴史的な水車に隣接する。

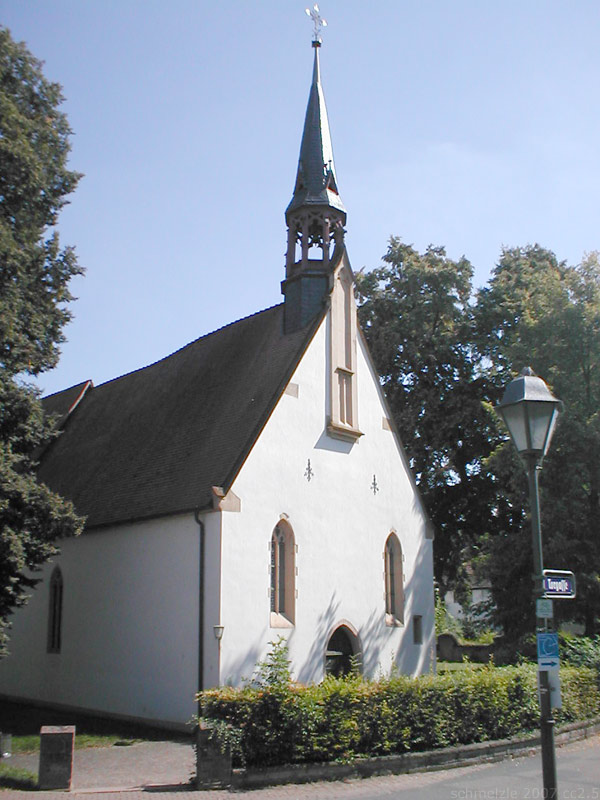
ヤーコプス教会
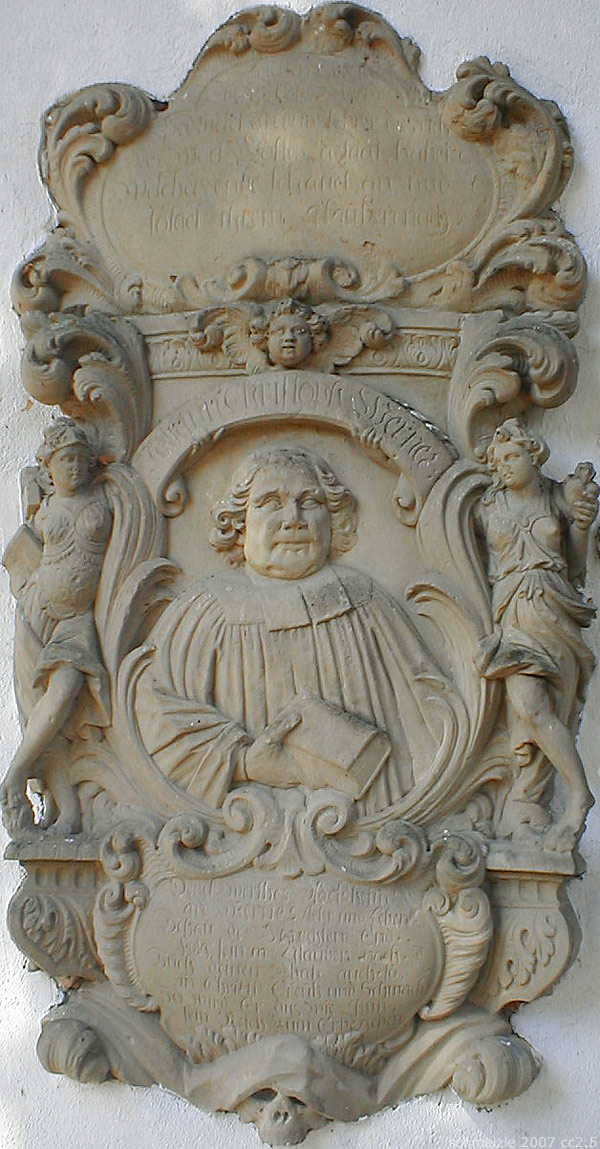
ヤーコプス教会の墓碑
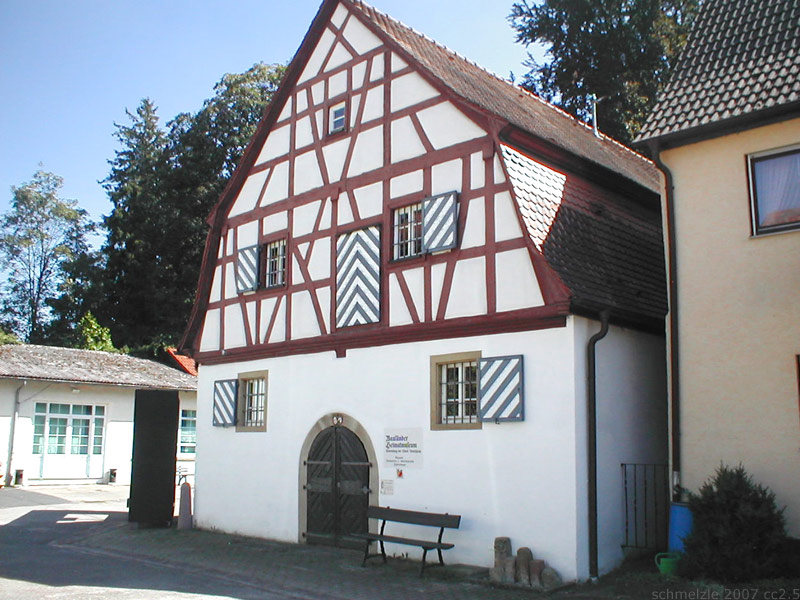
旧十分の一税倉庫
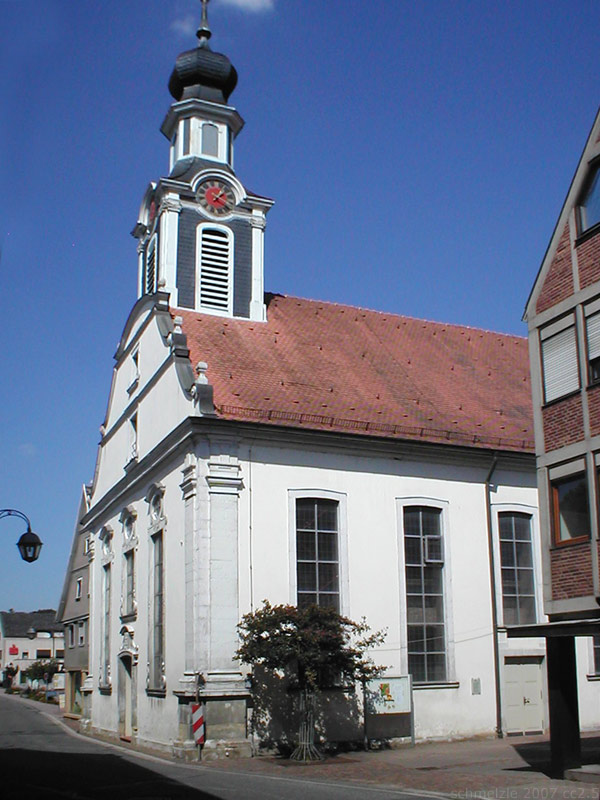
プロテスタント市教会
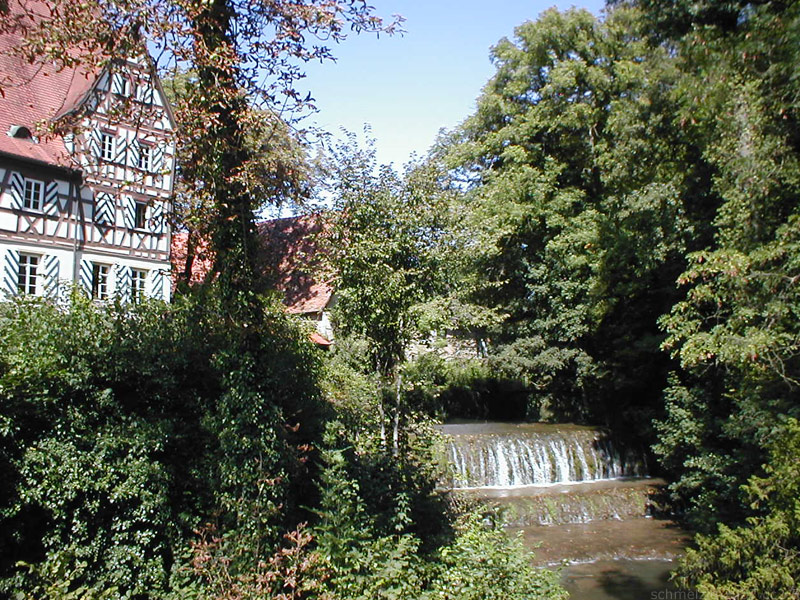
キルナウの滝
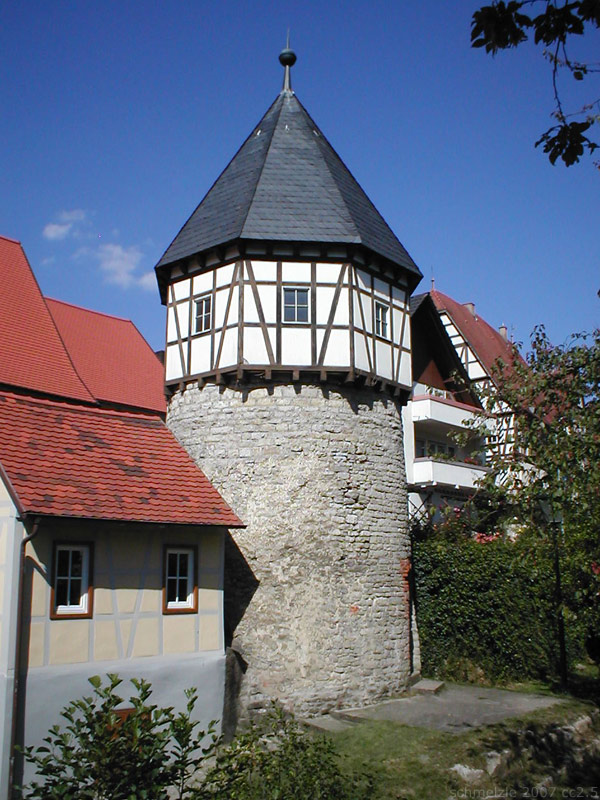
再建された市塔
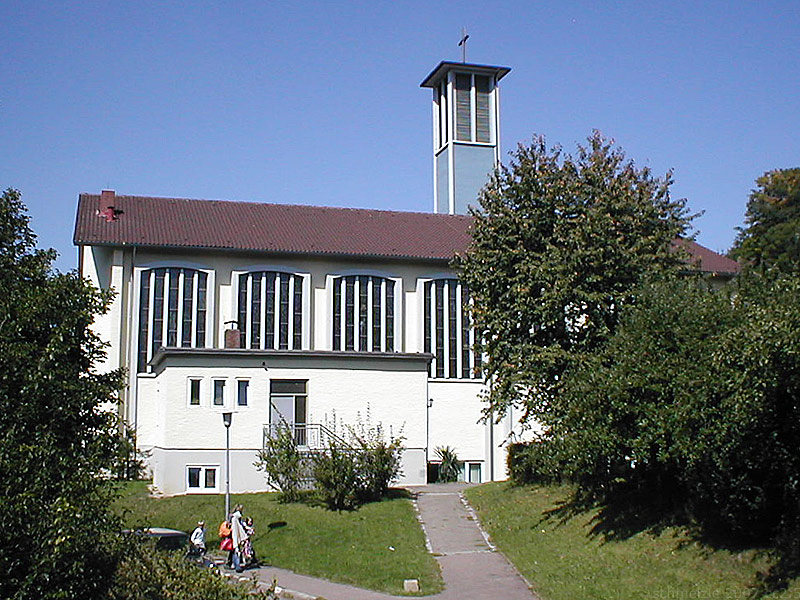
カトリック教会

- ゼンフェルト地区には1615年にマルガレータ・フォン・カルボンにより創設されたプロテスタントの教区教会がある。かつてベルリヒンゲン家の一門の居館であったゼンフェルト城は1713年にバロック様式で建設された。1836年から1938年まで礼拝施設として利用された村のシナゴーグは、現在、博物館として用いられている。この地区の他の特徴的な建築には、牧師館や1900年頃に建造された旧町役場がある。

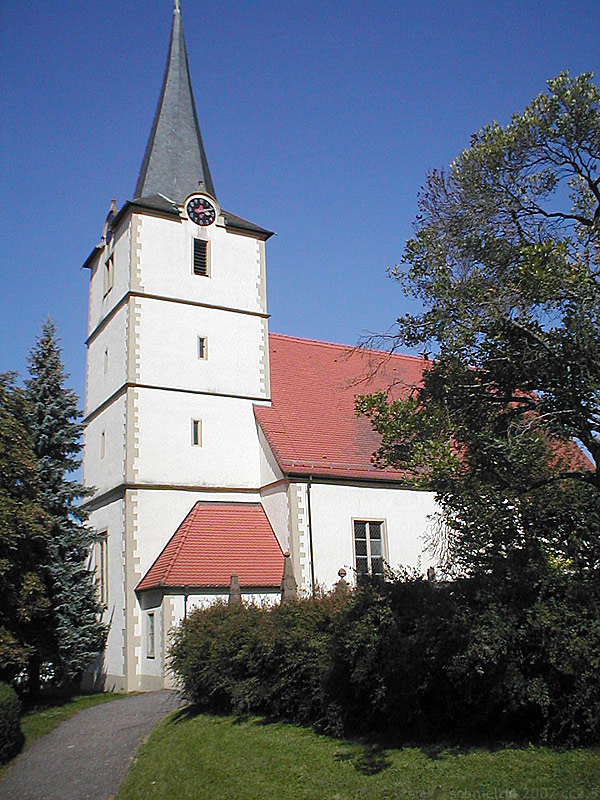
プロテスタント教会
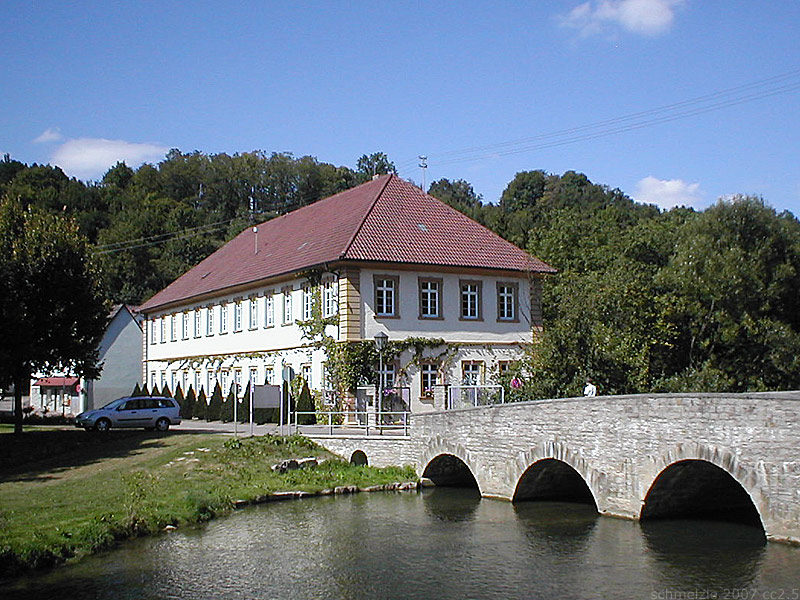
ゼンフェルト城
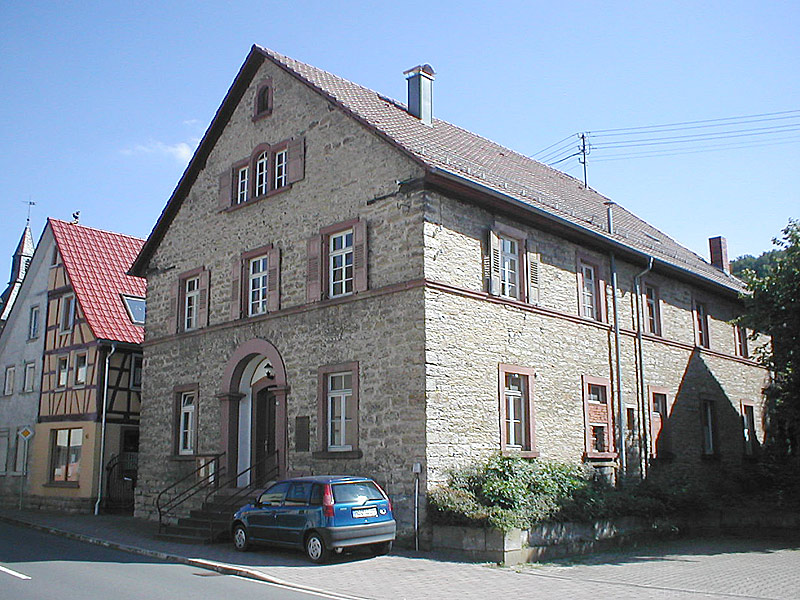
旧シナゴーグ
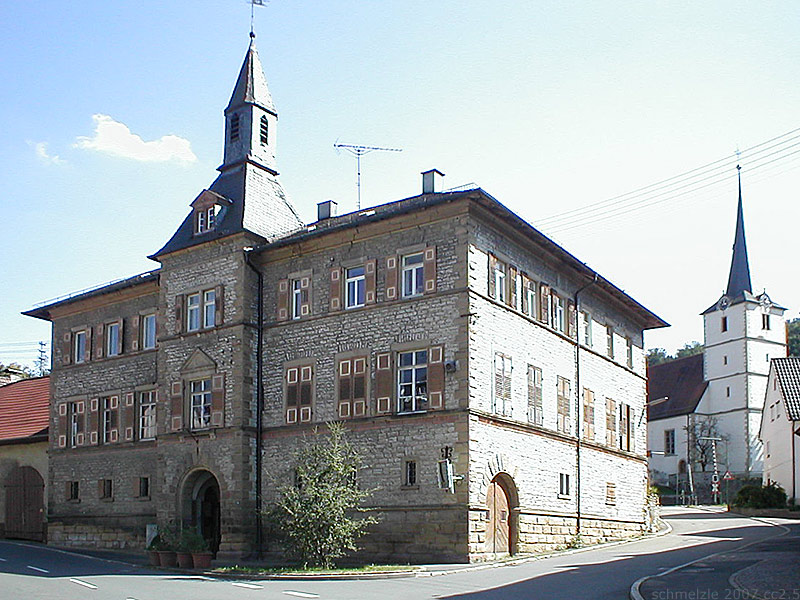
旧町役場

### 博物館
- アーデルスハイム・バウラント郷土博物館（5月から9月の日曜日14時から16時または電話で予約）
- 1836年に建設されたゼンフェルトの旧シナゴーグは、現在博物館として保存されており、アーデルスハイムのユダヤ教教会の歴史について展示している。

### 芸術
- 基礎学校の彫刻広場。1994年から2006年まで、学校とベルリンの彫刻家夫婦 M. & P.ヴァーグナーとの共同作業で制作された。この夫妻は2007年までゼッカハに住んでいた。

### 自然
- キルナウ川の渓谷には、農業の発展に寄与した大公の灌漑施設跡がある。

### 年中行事
- 街道カーニバル
- ゲースヴェルマー舞踏会、子どもの豪華な祝宴、パジャマ舞踏会、ボロ服舞踏会。ゲースヴァルマーとは家畜小屋の暖房器具を指す古語。特にゼーシュタットで行われている。
- 輝くアーデルスハイム: 2005年から開催されている光と映像の文化祭。
- 民俗祭: 1945年から、毎年7月の第1週末にアーデルスハイム市内中心部で行われる。
- ゼンフェルトの村祭り: 3年ごとにゼンフェルト地区で開催される。
- クリスマス・マーケット

## 経済と社会資本

### 経済
農業の他、20世紀中頃には中小企業（農耕用機械、木工、塗料製造）が発達した。手工業者は東部に多い。一部の住民はハイルブロンやマンハイムの企業に通勤している。

### 交通
アーデルスハイムには、フランケン鉄道ヴュルツブルク - シュトゥットガルト線のアーデルスハイム東駅およびゼンフェルト駅、ネッカーエルツ - オスターブルケン線のアーデルスハイム北駅がある。後者は、2003年12月からラインネッカーSバーンのS1系統ホムブルク (ザール) - マンハイム - オスターブルケン線が利用しており、1時間毎に列車が発着している。地域のバス交通はあまり整備が行き届いていない。
この町の中心部から8kmほどの距離にアウトバーンのアーデルスハイム＝オスターブルケン・インターチェンジがあり、連邦アウトバーンA81号線（シュトゥットガルト - ヴュルツブルク）に乗り入れることができる。アーデルスハイム市内を連邦道B292号線（バート・シェーンボルン - ラウダ＝ケーニヒスホーフェン）が走っている。

### 司法

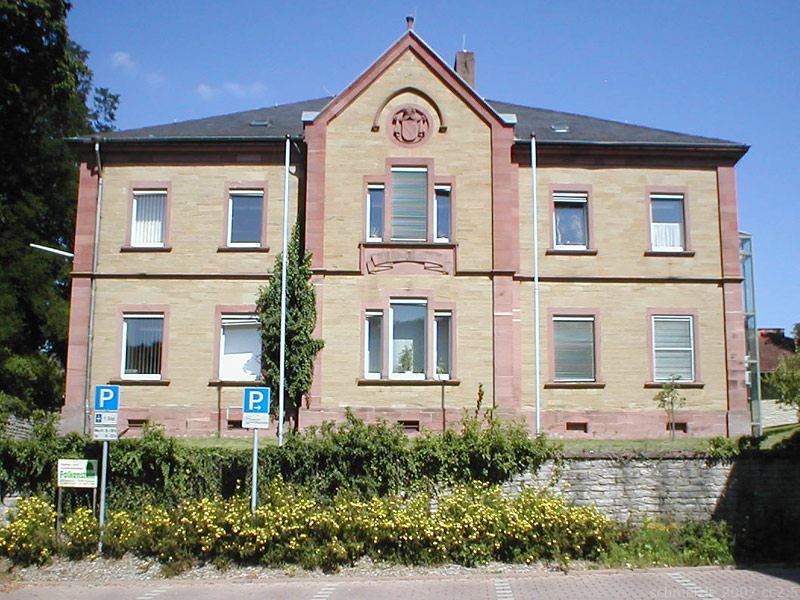
アーデルスハイム区裁判所

アーデルスハイムには、カールスルーエ高等地方裁判所モースバッハ地方裁判所管区の区裁判所があり、その執行に用いられる青少年刑務所がある。かつては、警察署と小さな留置所があったが、現在は廃止されている。

### 教育
アーデルスハイムには、通常の基礎・本課学校の他に、寄宿舎付きのエッケンベルク・ギムナジウム、環境教育のための州立学習センター、アーデルスハイム市民大学などがある。

### 余暇

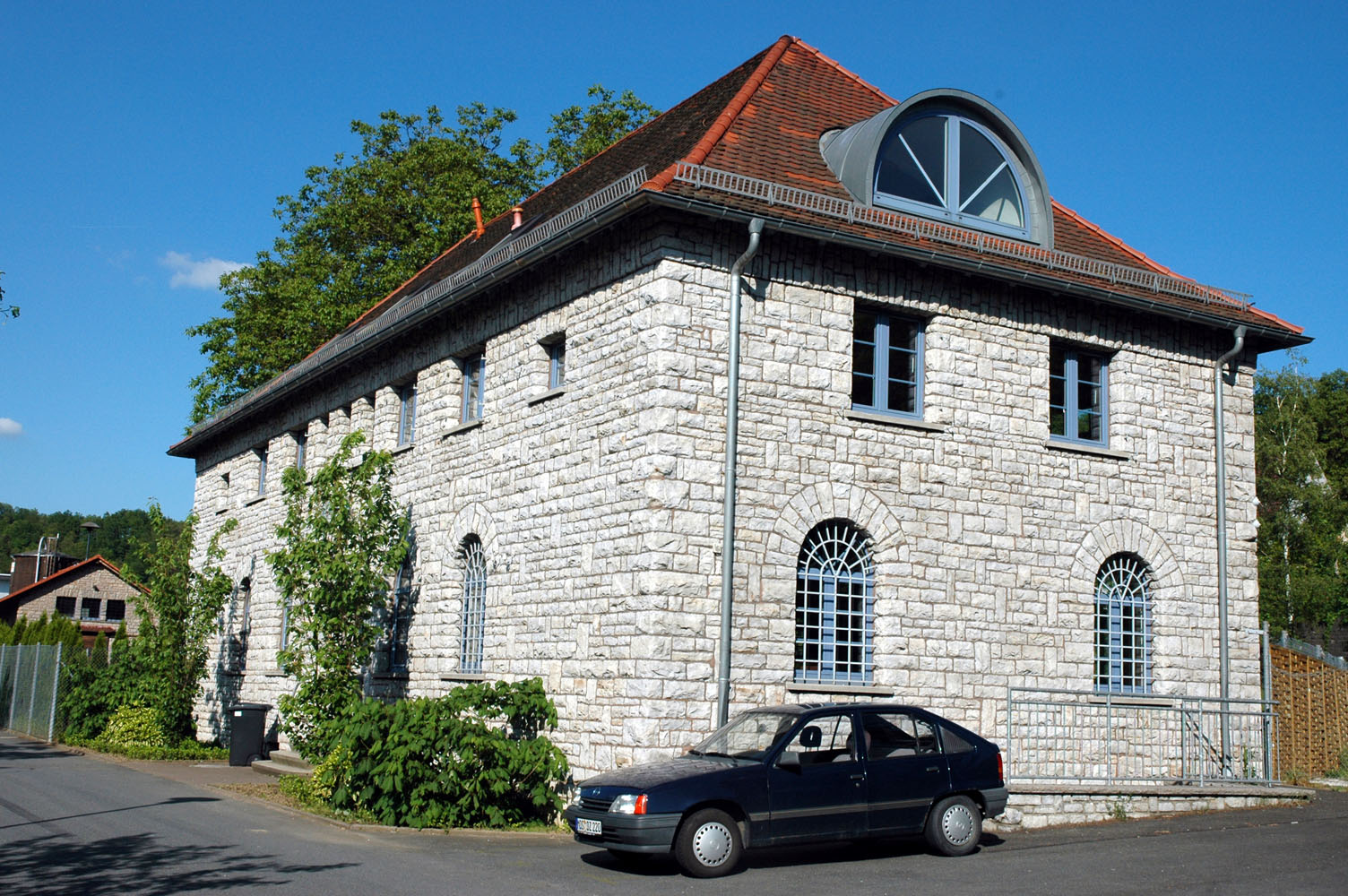
アーデルスハイム青年の家。かつてはアーデルスハイム東駅の駅舎であった。

- 温水屋外プール
- アーデルスハイム青年の家

## 人物
- ルイス・フォン・アーデルスハイム（1953年 - ）映像作家、輝くアーデルスハイムの創始者で監督を務める。
- ペーター・ハウク（1960年 - ）州議会議員、CDU党員。

## 参考図書
- Stadt Adelsheim (Hrsg.): 1200 Jahre Adelsheim 779 bis 1979. Adelsheim, 1979.
- Kurt Andermann (Hrsg.): Die Urkunden des Freiherrlich von Adelsheim'schen Archivs zu Adelsheim (Regesten) 1291 - 1875. Verein Bezirksmuseum Buchen, Buchen 1995.

## 引用
1. ↑  Statistisches Landesamt Baden-Württemberg – Bevölkerung nach Nationalität und Geschlecht am 31. Dezember 2023 (CSV-Datei)
2. ↑  Max Mangold, ed (2005). Duden, Aussprachewörterbuch (6 ed.). Dudenverl. p. 134. ISBN 978-3-411-04066-7
3. ↑  “Adelsheim | Staatsanzeiger BW”. 2020年5月1日閲覧。
4. ↑  “Gemeinderatswahlen 2019 - Statistisches Landesamt Baden-Württemberg: Stadt Adelsheim MOS”. 2020年5月1日閲覧。
5. 1 2  “Stadt Adelsheim | Zukunft aus Tradition - Wappen”. 2020年5月1日閲覧。